# شبلي (مقاطعة بستان أباد)
شبلي (بالفارسية: شبلی) هي منطقة سكنية تقع في إيران في قسم شبلي الريفي. يقدر عدد سكانها بـ 160 نسمة .